# Theresa Agonia
Theresa Lila Matos Agonia (Central Falls, Rhode Island, 26 de setembro de 1993) é uma modelo e concurso de beleza portuguesa-americana vencedora do concurso Rainha Hispano-Americana Portugal 2021 e representou Portugal no concurso Rainha Hispano-Americana 2021 em Santa Cruz, Bolívia, onde ela veio em 6º lugar. Ela foi anteriormente coroada como Miss Rhode Island USA em 2016.

## Biografia
Agonia nasceu a 26 de setembro de 1993 e vive em Central Falls, Rhode Island, Estados Unidos e atualmente mora em Cumberland e cresceu em Viana do Castelo, Minho, Portugal. É a filha caçula do falecido Manuel e Fernanda Agonia. Ela dança música folclórica tradicional com Rancho Dancas e Cantares em Cumberland, há 15 anos, onde atuou como instrutora de dança, secretária e atualmente é presidente do grupo de mais de 40 membros.
Em 2013, ela se tornou o primeiro membro de sua família a se formar na faculdade, ganhando um BA em Comunicação de Mídia pela Roger Williams University. 

## Concurso de beleza

### Miss Rhode Island USA 2016
Agonia foi a vencedora do Miss Rhode Island USA 2016 no final do concurso de beleza realizado em 30 de agosto de 2015. No final do evento, Agonia sucedeu Miss Rhode Island USA 2015 e Miss Grand Internacional 2015 (destronada) Anea Garcia.

### Miss USA 2016
Ela representará seu estado na próxima edição do Miss USA 2016, mas não conseguiu se classificar entre as 15 semifinalistas do evento, que acabou batendo Deshauna Barber como novo título.

### Miss Portugal 2021
A 11 de setembro de 2021, a Agonia participou no concurso Miss Portugal 2021, no Casino Estoril, em Cascais, onde venceu o concurso Rainha Hispano-Americana Portugal 2021. No final do evento, Agonia sucedeu à cessante Diana Sofía Silva.

### Rainha Hispano-Americana 2021
Agonia representou Portugal no concurso Rainha Hispano-Americana 2021 em Santa Cruz, Bolívia, onde ela veio em 6º lugar.